# Еван Гершкович

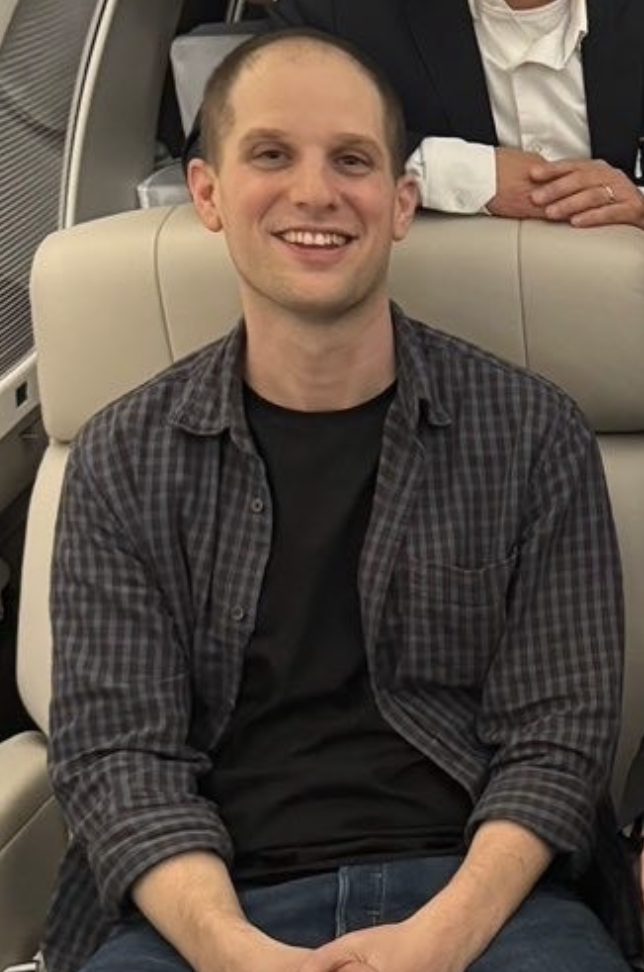
Гершкович повертається з ув'язнення у росії, 1 серпня 2024

Еван Гершкович (нар. 1991) — американський репортер «The Wall Street Journal», який працював у Росії. Засуджений російською владою «за шпигунство», його затримання в березні 2023 року стало першим затриманням журналіста з США із часів холодної війни.

## Раннє життя та освіта
Гершкович народився в США в сім'ї емігрантів із колишнього СРСР. Виріс у Принстоні, штат Нью-Джерсі, і закінчив Боудін-коледж у 2014 році зі ступенями філософії та англійської мови.

## Кар'єра
Гершкович працював на агентство «France Presse» та «The Moscow Times», а в січні 2022 року перейшов до «The Wall Street Journal». Він володіє російською мовою і прожив у Росії шість років до свого арешту, на момент якого він працював у бюро «The Wall Street Journal» у Москві та висвітлював війну в Україні. На час арешту працював у Єкатеринбурзі, висвітлюючи діяльність російської найманої військової організації «Вагнер».

## Переслідування

### Арешт
29 березня 2023 року Гершкович зайшов в ресторан в Єкатеринбурзі. Через дві години його телефон був вимкнений. Юристи «The Wall Street Journal» не змогли знайти його місцеперебування. Гершковича затримала російська служба безпеки за звинуваченням у шпигунстві, що стало першим затриманням американського журналіста з часів холодної війни. За повідомленням «NPR», закритий суд постановив утримати Гершковича до кінця травня. За звинуваченням у шпигунстві йому загрожувало позбавлення волі на 20 років.

### Вирок
Гершкович постав перед російським «судом» 26 червня і 18 липня 2024 року. 19 липня суд визнав його винним у шпигунстві та засудив до 16 років позбавлення волі в колонії суворого режиму. Російський прокурор Мікаель Оздоєв просив призначити 18 років колонії.

### Реакції
Звинувачення були «рішуче заперечені» газетою «The Wall Street Journal» і піддані критиці з боку Білого дому, Комітету захисту журналістів, Національного пресклубу, Товариства професійних журналістів та інших груп, що займаються захистом ЗМІ. Тетяна Станова з Російсько-євразійського центру Карнегі сказала, що висвітлення Гершковичем війни в Україні, ймовірно, привернуло увагу влади. Жанна Кавальє з «Репортерів без кордонів» заявила, що арешт виглядає як «захід відплати», який «дуже насторожує, оскільки це, ймовірно, спосіб залякати всіх західних журналістів, які намагаються розслідувати аспекти війни на місцях в Росії».

### Визволення
1 серпня 2024 року Гершкович разом із Полом Віланом був випущений на волю в рамках міжнародного обміну полоненими.

## Визнання
Еван Гершкович має кілька професійних нагород: «Crisis Coverage Awards» і премія Американського товариства журналістів і авторів за статтю «У системі охорони здоров'я багато років проходили скорочення. Тепер студенти-медики опинилися на передовій боротьби з коронавірусом», опубліковану в «The Moscow Times».